# عملیات امداد و نجات

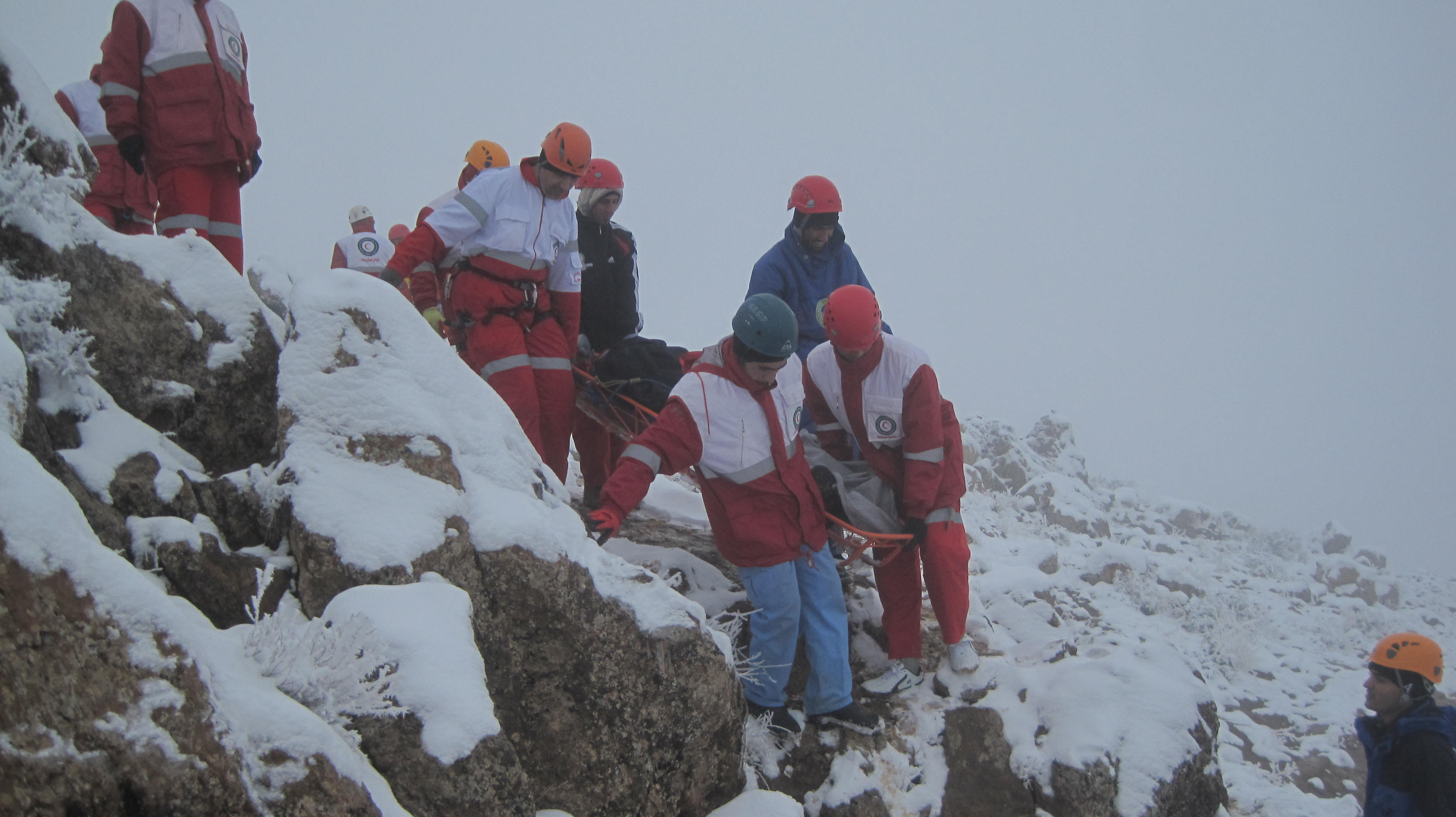
عملیات امداد و نجات کوهستان، برای بیماری که به روی برانکارد و با طناب ایمنی فیکس شده توسط تیم نجات ایرانی کوهستان

عملیات جستجو و نجات (به انگلیسی: Search and rescue)، به مجموعه اقدامات و فعالیت‌ها در حین حادثه با هدف امدادرسانی رهاسازی و نجات مجروحان و مصدومان گرفتار در صحنه آسیب گفته می‌شود و شامل افرادی که در اثر جستجو به آن‌ها دسترسی پیدا می‌شود یا افرادی که هویدا هستند
عملیات امداد و نجات واژه‌ای است که بسیاری از متخصصین با کاربرد آن مخالف هستند.
در بسیاری از متون از لغت تخصصی عملیات جستجو و نجات یاد شده‌است.
عملیات امداد خود به تنهایی شامل مجموعه اقداماتی است که دامنه فعالیت آن از قبل ، حین و پس از سوانح ممکن است تا مدت زیادی ادامه داشته باشد اما عملیات جستجو و نجات محدوده زمانی مشخصی دارد.
حوزهٔ کلی جستجو و نجات، خود شامل زیرحوزه‌های فراوانی است
آتش نشانی حرفه ایی ترین و مهم ترین شغل در ارتباط با آتش سوزی و امداد و نجات و...است.

## انواع عملیات
- آشنایی باامداد ونجات
- جستجو و نجات هوایی
- جستجو و نجات جاده‌ای
- امداد و نجات کوهستان
- جستجو و نجات درون‌شهری
- امداد و نجات در میادین جنگی
- جستجو و نجات محیطهای آبی
- جستجو و نجات عمق و فضاهای بسته
- جستجو و نجات در آوار و ساختمانهای فروریخته
- جستجو و نجات برف و یخ
- جستجو و نجات بین‌المللی
- جستجو و نجات خارج از جاده و مناطق دور از دسترس

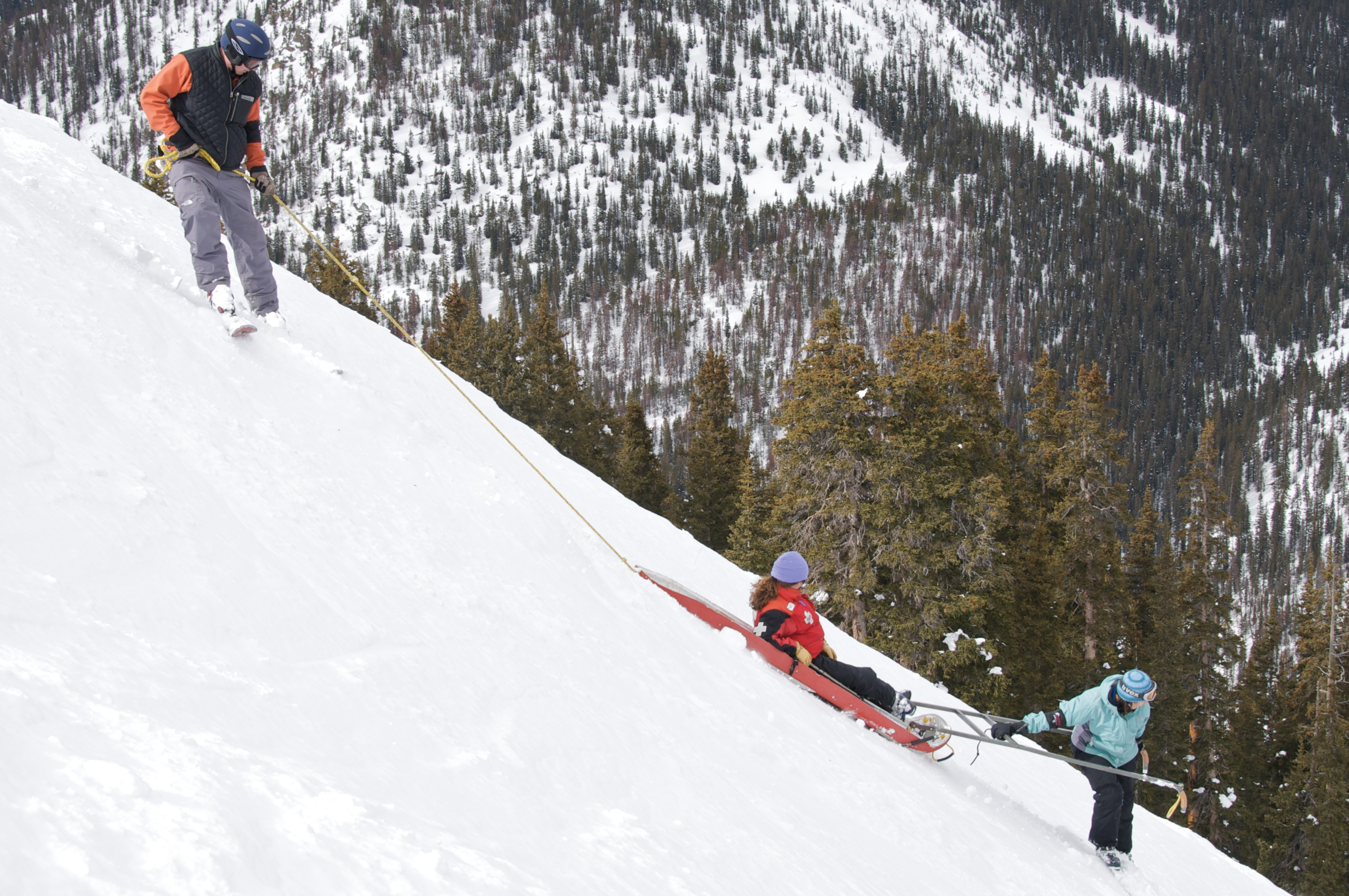
عملیات جستجو و نجات کوهستان
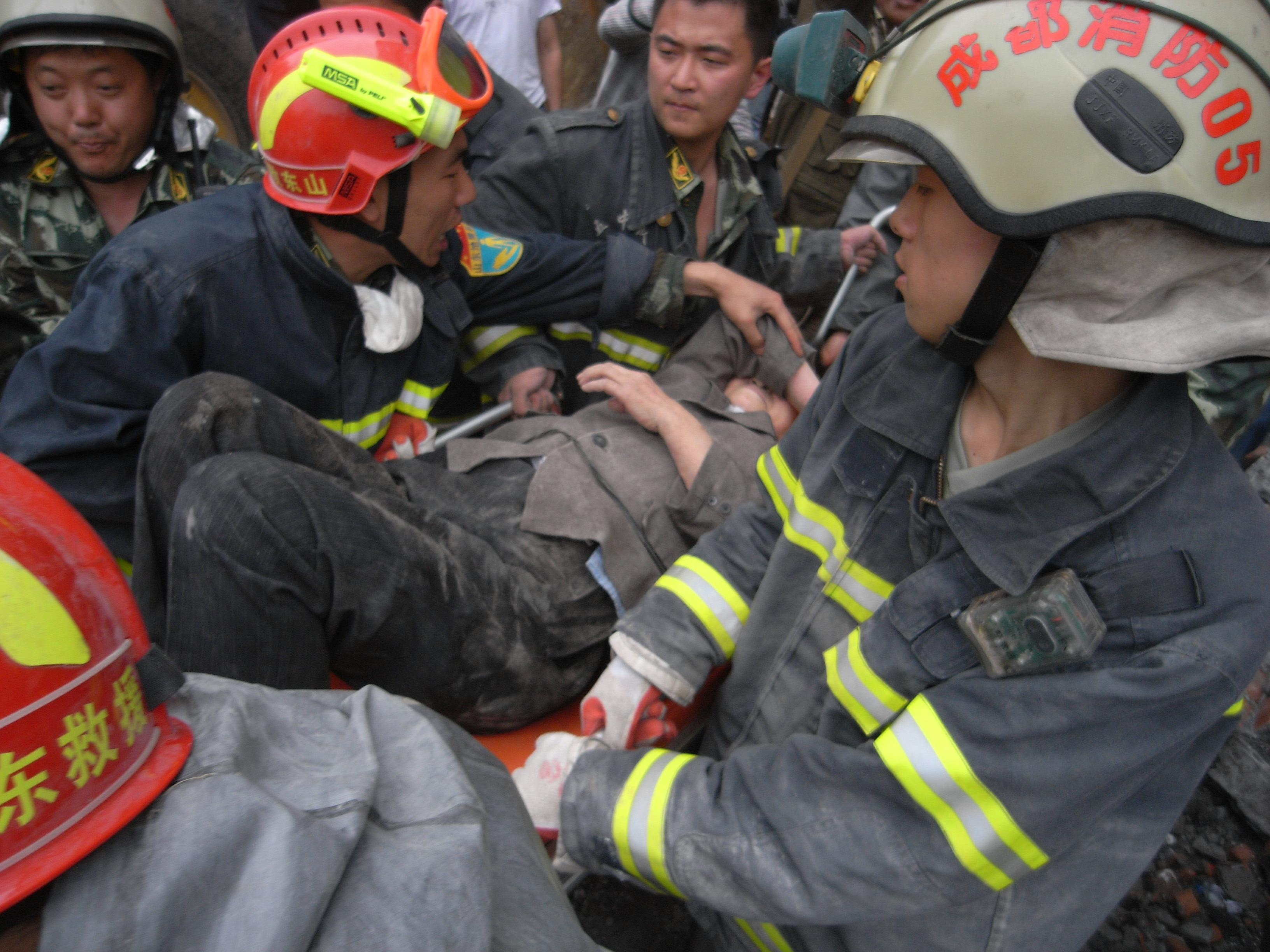
عملیات جستجو و نجات درون‌شهری
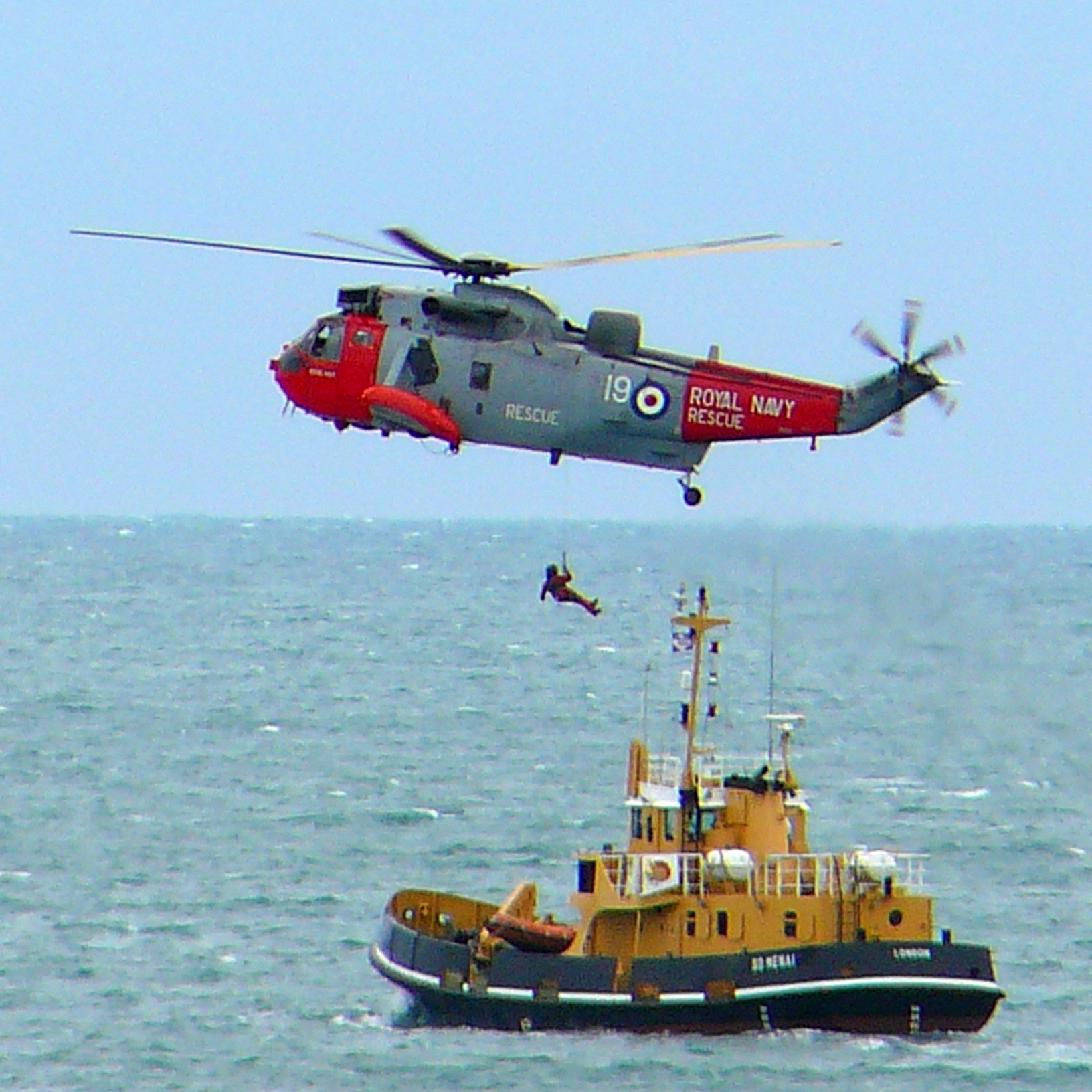
عملیات جستجو و نجات دریایی
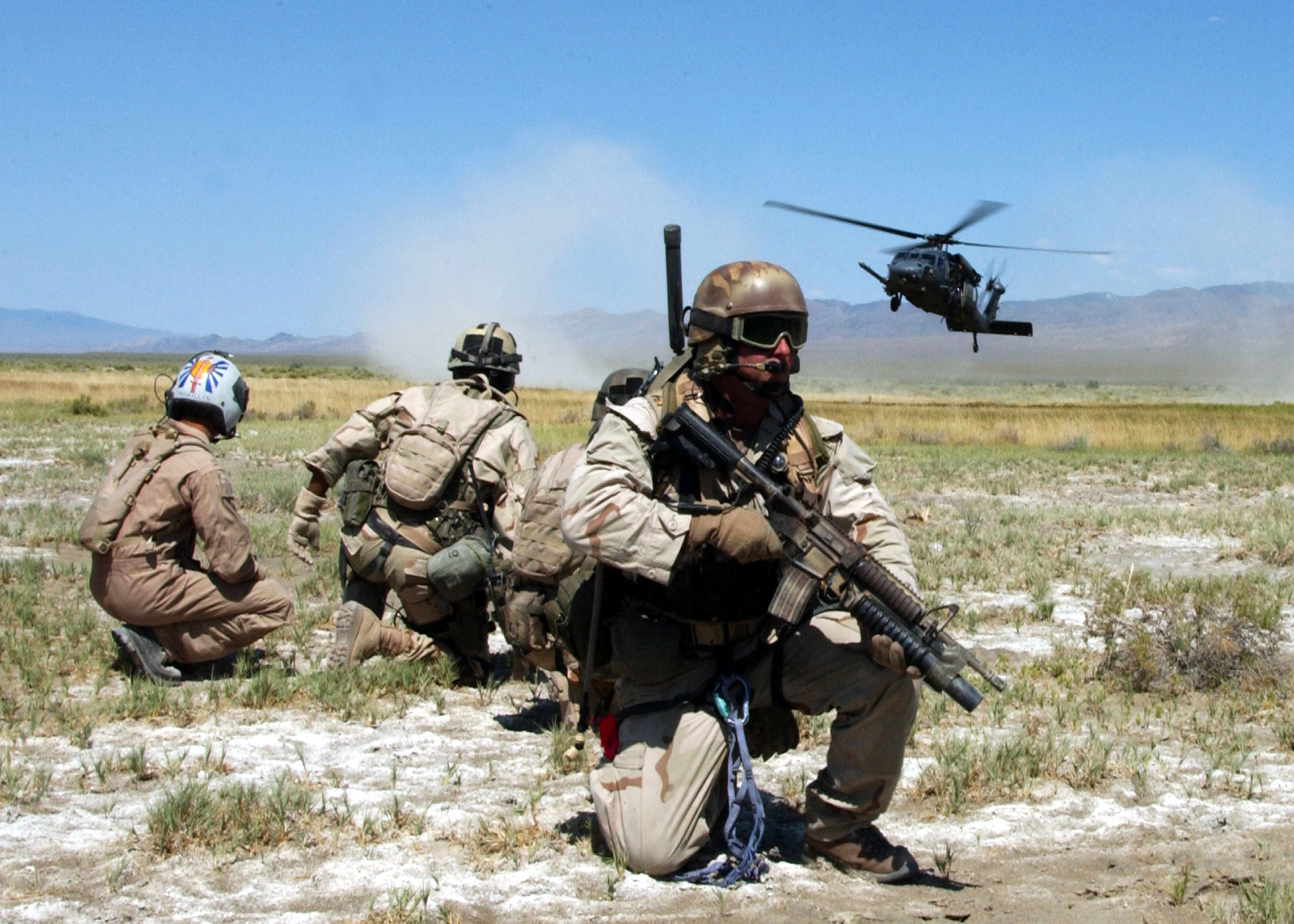
عملیات جستجو و نجات جنگی